# Braian Oyola
Braian Oyola (Florida, Vicente López, Buenos Aires, Argentina, 15 de junio de 1996) es un futbolista argentino que juega como extremo izquierdo en Barcelona Sporting Club, de la Serie A de Ecuador.

## Trayectoria

### Atlanta
Debutó profesionalmente con Atlanta el 4 de septiembre de 2017, en la victoria 1 a 0 frente a Colegiales, por la primera fecha del Campeonato de Primera B Metropolitana 2017-18.
Su primer gol lo anotó el 17 de noviembre de 2018 en la victoria 3 a 1 frente J. J. Urquiza, en el partido correspondiente a la fecha 16 del Campeonato de Primera B Metropolitana 2018-19.
El 7 de mayo de 2019 logró, junto al club, el ascenso a la Primera Nacional.
En su estadía en el bohemio, en 49 partidos, realizó 2 goles y 6 asistencias.

### Tristán Suárez
Para el Campeonato de Primera Nacional 2021 se une a Tristán Suárez. Jugó su primer partido con el equipo el 16 de marzo de ese año en la victoria 3 a 1 frente a Almagro, por la primera fecha del torneo.
El primer gol con su nuevo equipo lo anotó el 8 de mayo, en la derrota 2 a 1 frente a Independiente Rivadavia, por el partido correspondiente a la octava fecha del campeonato de ascenso.
El 2022 fue un gran año en lo personal para Oyola al ser uno de los goleadores del Campeonato de Primera Nacional 2022 con 13 goles y además uno de los máximos asistentes de la competición con 8 pases gol.
En total con el tambero, anotó 16 goles y repartió 11 asistencias en 64 partidos jugados.

### Delfín Sporting Club
Luego de sus destacadas actuaciones en Tristán Suárez, es cedido a préstamo, con opción de compra, a Delfín Sporting Club para disputar la Serie A de Ecuador 2023, en la que sería su primera experiencia en el exterior, debutando con el club el 27 de febrero de 2023 en el empate 1 a 1 frente a Orense, por la primera fecha del torneo. En ese partido dio una asistencia.
Anotó su primer gol con la institución el 18 de febrero en la victoria 3 a 2 frente a Libertad, por la tercera fecha del campeonato.
El 26 de diciembre de 2023, Delfín, hizo oficial la compra del 100% de los derechos deportivos del jugador a Tristán Suárez, siendo ratificado para la temporada 2024.
Con el conjunto de Manta, Oyola realizó 9 goles y 6 asistencias en 32 partidos.

### Barcelona Sporting Club
El 7 de marzo de 2024, es traspasado a Barcelona Sporting Club, firmando un contrato por tres temporadas con el club.

## Estadísticas

### Clubes
Actualizado de acuerdo al último partido jugado el 17 de agosto de 2025.
| Club                      | Div.          | Temporada     | Liga  | Liga  | Liga   | Copas nacionales | Copas nacionales | Copas nacionales | Torneos internacionales | Torneos internacionales | Torneos internacionales | Total | Total | Total  |
| Club                      | Div.          | Temporada     | Part. | Goles | Asist. | Part.            | Goles            | Asist.           | Part.                   | Goles                   | Asist.                  | Part. | Goles | Asist. |
| ------------------------- | ------------- | ------------- | ----- | ----- | ------ | ---------------- | ---------------- | ---------------- | ----------------------- | ----------------------- | ----------------------- | ----- | ----- | ------ |
| C. A. Atlanta Argentina   | 3.ª           | 2017-18       | 18    | 0     | 3      | 3                | 0                | 0                | —                       | —                       | —                       | 21    | 0     | 3      |
| C. A. Atlanta Argentina   | 3.ª           | 2018-19       | 15    | 1     | 2      | 1                | 0                | 0                | —                       | —                       | —                       | 16    | 1     | 2      |
| C. A. Atlanta Argentina   | 2.ª           | 2019-20       | 7     | 1     | 0      | —                | —                | —                | —                       | —                       | —                       | 7     | 1     | 0      |
| C. A. Atlanta Argentina   | 2.ª           | 2020          | 5     | 0     | 1      | —                | —                | —                | —                       | —                       | —                       | 5     | 0     | 1      |
| C. A. Atlanta Argentina   | Total club    | Total club    | 45    | 2     | 6      | 4                | 0                | 0                | 0                       | 0                       | 0                       | 49    | 2     | 6      |
| Tristán Suárez Argentina  | 2.ª           | 2021          | 28    | 3     | 3      | —                | —                | —                | —                       | —                       | —                       | 28    | 3     | 3      |
| Tristán Suárez Argentina  | 2.ª           | 2022          | 35    | 13    | 8      | 1                | 0                | 0                | —                       | —                       | —                       | 36    | 13    | 8      |
| Tristán Suárez Argentina  | Total club    | Total club    | 63    | 16    | 11     | 1                | 0                | 0                | 0                       | 0                       | 0                       | 64    | 16    | 11     |
| Delfín S. C. · Ecuador    | 1.ª           | 2023          | 30    | 8     | 5      | —                | —                | —                | 1                       | 0                       | 0                       | 31    | 8     | 5      |
| Delfín S. C. · Ecuador    | 1.ª           | 2024          | —     | —     | —      | —                | —                | —                | 1                       | 1                       | 1                       | 1     | 1     | 1      |
| Delfín S. C. · Ecuador    | Total club    | Total club    | 30    | 8     | 5      | 0                | 0                | 0                | 2                       | 1                       | 1                       | 32    | 9     | 6      |
| Barcelona S. C. · Ecuador | 1.ª           | 2024          | 23    | 1     | 5      | 1                | 0                | 0                | 7                       | 1                       | 0                       | 31    | 2     | 5      |
| Barcelona S. C. · Ecuador | 1.ª           | 2025          | 18    | 0     | 3      | 0                | 0                | 0                | 7                       | 0                       | 0                       | 25    | 0     | 3      |
| Barcelona S. C. · Ecuador | Total club    | Total club    | 41    | 1     | 8      | 1                | 0                | 0                | 14                      | 1                       | 0                       | 56    | 2     | 8      |
| Total carrera             | Total carrera | Total carrera | 179   | 27    | 30     | 6                | 0                | 0                | 16                      | 2                       | 1                       | 201   | 29    | 31     |
| 1. 2. 3.                  |               |               |       |       |        |                  |                  |                  |                         |                         |                         |       |       |        |